# Helenčina studánka
Helenčina studánka är en källa i Tjeckien. Den ligger i den sydöstra delen av landet, 180 km sydost om huvudstaden Prag. Helenčina studánka ligger 439 meter över havet.
Terrängen runt Helenčina studánka är platt söderut, men norrut är den kuperad. Helenčina studánka ligger uppe på en höjd. Runt Helenčina studánka är det tätbefolkat, med 459 invånare per kvadratkilometer. Närmaste större samhälle är Brno, 11,3 km öster om Helenčina studánka. Trakten runt Helenčina studánka består till största delen av jordbruksmark.